# Nemesia albicomis
Nemesia albicomis là một loài nhện trong họ Nemesiidae.
Nemesia albicomis được miêu tả năm 1914 bởi Simon.